# Hans Neumann (Werbegrafiker)

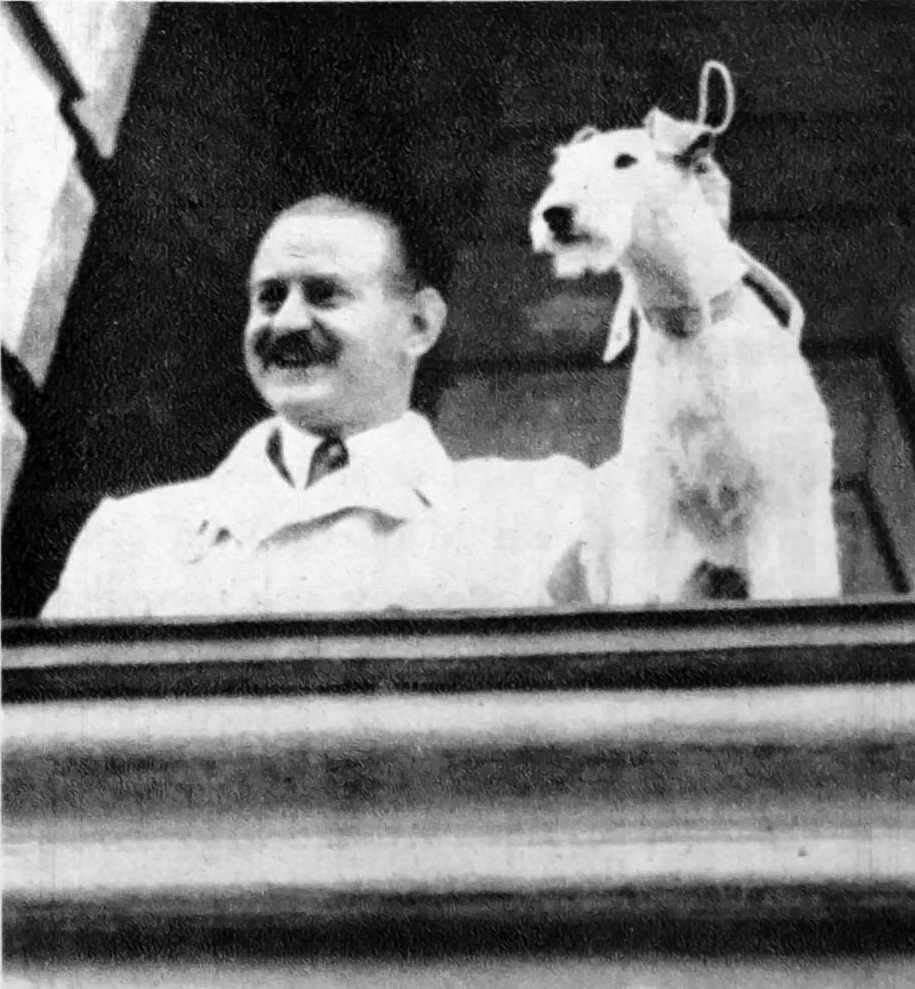
Hans Neumann (vor 1936)

Hans Neumann (* 29. November 1888 in Wien; † 19. November 1960 in Wien) war ein österreichischer Grafiker. Er war einer der profiliertesten Werbegrafiker seiner Zeit.

## Leben
Hans Neumann studierte an der „Graphischen Lehr- und Versuchsanstalt“ sowie an der „Akademie der bildenden Künste“ in  Wien. Danach ging Neumann nach Berlin und konnte sich dort als Gebrauchsgrafiker profilieren. Er kam zurück nach Wien und war dort weiterhin als Plakatgestalter tätig, bis er schließlich zum Militär eingezogen wurde. 1919 eröffnete er in Wien ein Atelier und erhielt vielfältige Aufträge. Nach dem Einmarsch der Nazis in Österreich konnte er rechtzeitig nach Australien emigrieren. 1957 nach Österreich zurückgekehrt, arbeitete er wieder in seiner Heimatstadt. Am 19. November 1960 starb er dort nach einem langen Leiden.

## Werke
- Plakat für das Berliner Kabarett „Chat Noir“, 1910
- Plakat für die Kongo-Schau im Berliner Lunapark, 1912[3]
- Wahlplakat für die liberale „Bürgerlich-demokratische Partei“, 1919
- Plakat für das Wiener Modellhaus „Modern“, ca. 1923
- Plakat für den Wiener Blumenkorso, 1925
- Plakat für die Leipziger Messe, 1925